# StarUML
StarUML est un outil de génie logiciel dédié à la modélisation UML et édité par la société coréenne MKLabs.  Il est multiplateforme et fonctionne sous Windows, Linux et MacOS.  
La dernière version gère l'ensemble des diagrammes définis par UML 2, ainsi que plusieurs diagrammes SysML, le organigrammes, les diagrammes de flux de données, et les diagrammes entité-association.  

## Historique
StarUML est issu d'un logiciel coréen de modélisation orienté objet selon la méthode OMT appelé Plastic, dont la version 1.0 a été publiée en 1997.  La version 1.1 en 1998 a été adaptée pour gérer UML.  La dernière version publiée sous ce nom était intitulée Agora Plastic 2005 édité par la société coréenne Plastic Software Inc à Séoul. Il s'agissait d'une version internationalisée, conforme à UML 1.4 et soutenant l'approche MDA de l'Object Management Group.  
En 2005 le logiciel a été renommé StarUML 5.0 et mis à jour en vue d'UML 2.0. tout en offrant des possibilités d'extensions tierces sous forme de plug-ins. Les auteurs ont publié le logiciel pour la plateforme Win32 en source ouvert sous licence GPL  sur la forge logicielle SourceForge  à compter d'août 2006. Le projet indique une licence duale avec la possibilité de souscrire une licence propriétaire, les codes sources précisant comme titulaire des droits d'auteurs la société Plastic Software Inc. Le logiciel était alors essentiellement écrit en language Delphi. Le logiciel a été maintenu en source ouvert et a été reconnu comme un outil MDA capable de rétro-ingénierie de code existant . Une dernière version y est publiée en 2010.  Celle-ci peut encore  être utilisée actuellement mais n'est plus maintenue ni supportée par ses auteurs.
En 2014 une campagne de financement participatif est lancée pour faire revivre le projet sous le nom de StarUML 2 en développant les capacités à soutenir d'autres languages que Java et en étendant la modélisation graphique au-delà d'un support des diagrammes de base d'UML.  La campagne est un échec: elle récolte moins de 1000 euros, soit 1% du financement visé.
La société MKLabs édite depuis 2014 sous licence propriétaire les nouvelles versions de StarUML.  L'ancienne version de StarUML est depuis qualifiée de StarUML 1 dans la documentation du produit. La numérotation des versions a été redémarrée à la version 2.0.0.  Celle-ci est publiée en 2014. Suit une version 3.0 en 2018 sous Windows, Linux et MacOS.  La version 4.0 est publiée en 2020. La version 5.0 est publiée en 2022 avec notamment une compatibilité Apple Silicon.  La version 6.0 publiée en 2023 distingue les fonctionnalités grand public comme la modélisation C4 et les cartes heuristiques.
Une version pro permet d'intégrer des maquette fonctionnelle, BPMN et SysML, ainsi que les librairies AWS et GCP.

## Fonctionnalité
StarUML offre des fonctions de modélisation orientée objet basée, avec un support complet d'UML, conforme aux normes UML 2.x: 
- Diagrammes de classes
- Diagrammes de structure composite
- Diagrammes de composants
- Diagrammes d'objets
- Diagrammes de paquetages
- Diagrammes de cas d'utilisation
- Diagrammes d'activité
- Diagrammes de séquence
- Diagrammes de communication
- Diagrammes chronologiques
- Diagrammes de transitions d'états
- Diagrammes de flux d'informations
- Diagrammes de vue d'ensemble d'interactions
- Diagrammes de profils

StarUML dispose également de capacités de modélisation en SysML: 
- Diagrammes de besoins
- Diagrammes de blocs
- Diagrammes internes de blocs

StarUML permet également de modéliser avec des représentations graphiques plus anciennes telles que: 
- Organigrammes
- Diagrammes Entités-Associations (ERD)
- Diagrammes de flux de données (DFD)

## Formats
StarUML gère les modèles dans des fichiers de projets ayant pour extension .mdj. Il s'agit de fichiers texte au format JSON.  Il permet également d'exporter des fragments de modèles dans des fichiers distincts avec l'extension mdf et d'importer ceux-ci par la suite.  
L'application est capable de générer à partir d'un modèle des fichiers au format HTML, PDF et EJS  pour servir de documentation.  
L'export peut se faire dans les formats JPEG, WMF, SVG et PNG.

## Autres informations
Une étude conduite en 2017 a analysé les principaux logiciels utilisé dans l'enseignement des techniques de modélisation sur la base d'un échantillon international de 150 professeurs.  StarUML avait été le troisième logiciel le plus utilisé avec 23,9% des répondants.  